# María del Carmen González Ramos

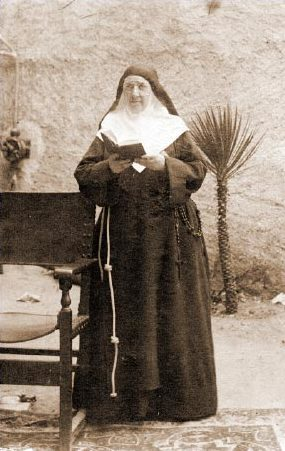
Sel. María del Carmen González Ramos

María del Carmen González Ramos (Ordensname: María del Carmen del Niño Jesús) (* 30. Juni 1834 in Antequera, Spanien; † 9. November 1899 daselbst) war eine spanische Ordensfrau und Ordensgründerin.

## Leben
María del Carmen González Ramos heiratete mit 22 Jahren Joaquín Muñoz del Caño, die schwierige Ehe blieb aber kinderlos. Nachdem sie im Jahr 1881 verwitwete, widmete sie sich der Kinderbetreuung in einer Vinzenzkonferenz. Später errichtete sie in ihrem eigenen Haus eine Schule. Am 8. Mai 1884 bezog sie mit vier weiteren jungen Frauen ein Konvent. Dieses Datum gilt als Gründung der Hermanas Franciscanas de los Sagrados Corazones (dt. etwa Franziskanerinnen von den Heiligsten Herzen). Papst Leo XIII. gab die Päpstliche Approbation im Jahr 1902. Die Kongregation verbreitete sich vor allem in Spanien, konnte auch Niederlassungen in Uruguay, Nicaragua und anderen südamerikanischen Ländern gründen. Heute hat sie etwa 300 Schwestern. Das Mutterhaus befindet sich in Antequera.
María del Carmen González wurde am 6. Mai 2007 seliggesprochen. Ihr Gedenktag in der Liturgie ist der 8. Mai.